# Nagarkurnool
Nagarkurnool là một thị trấn thống kê (census town) của quận Mahbubnagar thuộc bang Andhra Pradesh, Ấn Độ.

## Nhân khẩu
Theo điều tra dân số năm 2001 của Ấn Độ, Nagarkurnool có dân số 26.176 người. Phái nam chiếm 52% tổng số dân và phái nữ chiếm 48%. Nagarkurnool có tỷ lệ 71% biết đọc biết viết, cao hơn tỷ lệ trung bình toàn quốc là 59,5%: tỷ lệ cho phái nam là 79%, và tỷ lệ cho phái nữ là 62%. Tại Nagarkurnool, 12% dân số nhỏ hơn 6 tuổi.